# Peter Neumann (Bienenforscher)
Peter Neumann (* 1967 in Berlin) ist ein deutscher Zoologe, Bienenforscher und Hochschullehrer an der Universität Bern.

## Leben
Nach seiner Kindheit und Jugendzeit in Berlin studierte Neumann an der Technischen Universität Berlin Chemie, obwohl er schon als Kind fasziniert gewesen war von sozialen Insekten wie Bienen, Wespen und Ameisen. 1989 schloss er seinen Bachelor (damals Vordiplom) in anorganischer Chemie ab. Danach wechselte er in ein Biologie-Studium: Zwischen 1989 und 1994 studierte Neumann unter anderem bei Robin Moritz Molekulare Ökologie an der Freien Universität Berlin mit Vertiefung Genetik von Bienen. Es folgte eine Promotion in Molekularer Ökologie an der Technischen Universität Berlin sowie an der Martin-Luther-Universität Halle-Wittenberg erneut mit Schwerpunkt Genetik von Bienen bei Robin Moritz. Nach einem Forschungsaufenthalt in Südafrika habilitierte Neumann 2004 in Zoologie an der Martin-Luther-Universität Halle-Wittenberg. Seit 2013 ist Neumann Professor für Bienengesundheit an der Universität Bern. In ebendiesem Jahr wurde er außerdem Präsident des COLOSS-Netzwerks (prevention of honey bee COlony LOSSes).
2014 wurde er zum Mitglied der Academia Europaea gewählt.

## Auszeichnungen
Peter Neumann wurde unter anderem mit folgenden Auszeichnungen geehrt:
- 2017: Taxonomisches Patronym Nosema neumanni n. sp. (Microsporidia: Nosematidae)[6]
- 2013: Inaugural IBRA (International Bee Research Association) Award
- 2011: Eva Crane Memorial Award
- 2010: “Teacher of the Year”, Universität Bern
- 2003: Christian Wolff Award, Martin-Luther-Universität Halle-Wittenberg